# Rifugiati degli internet café

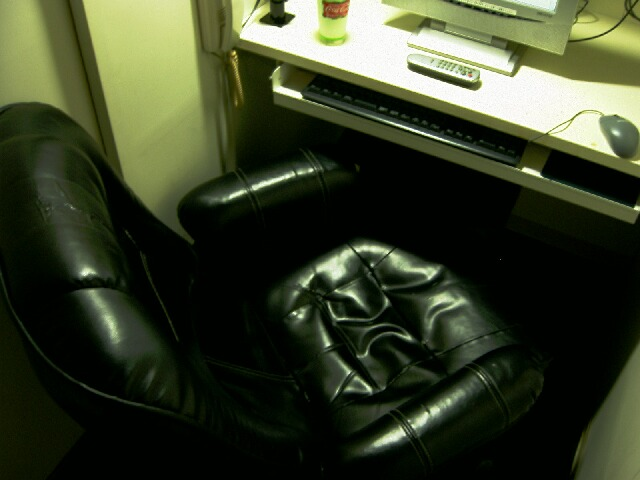
Un cubicolo di un Internet café di Tokyo

Con l'espressione rifugiati degli internet café (ネットカフェ難民?, netto kafe nanmin) ci si riferisce a una specifica categoria di persone senza fissa dimora che in Giappone vive e dorme in internet point o manga café aperti 24 ore su 24. 
Sebbene tali caffetterie limitassero originariamente la loro offerta all'uso di internet, alcune hanno ampliato la loro gamma di servizi introducendo la possibilità di consumare pasti e di svolgere attività finalizzate all'igiene personale. Esse sono spesso utilizzate dai pendolari che perdono l'ultimo treno; dalla comparsa del fenomeno negli anni novanta, tuttavia, il numero di persone che le utilizzano come dimora è in costante aumento.

## Diffusione
Il fenomeno dei rifugiati degli internet café è comparso intorno alla fine degli anni novanta, e da allora il numero di persone che ricorrono a tale accorgimento è aumentato considerevolmente. Uno studio del Ministero della salute e del lavoro giapponese del 2007 ha rivelato che più di 60 000 persone avevano passato almeno una notte in un internet café e che 5 400 persone vi risiedevano all'interno per lunghi periodi, in quanto impossibilitati a vivere in dimore tradizionali a causa di problemi finanziari.
Il fenomeno sarebbe conseguenza della crescente disuguaglianza economica e della crisi del mercato del lavoro in Giappone, in parte dovuta alla legalizzazione del lavoro part-time nel 1999. Gli individui maggiormente interessati dal fenomeno sarebbero infatti lavoratori con contratti a tempo parziale (che nel 2015 rappresentavano il 38% del totale degli impiegati giapponesi) e freeter (giovani che passano da un lavoro all'altro per mantenersi senza perdere la propria libertà), sebbene i lavoratori con contratto a tempo pieno siano spesso costretti anch'essi a ricorrere a tale accorgimento per mancanza di tempo, preferendo dormire in un café piuttosto che fare ritorno alla propria abitazione.
I cubicoli degli internet café misurano generalmente 1,8 m di lunghezza per 1,2 m di larghezza, e il loro affitto mensile costa all'incirca 700 euro, cifra nella quale sono comprese, oltre all'uso del computer e di internet, anche coperte, cibo, bevande, e la possibilità di usufruire di un bagno per lavarsi e cambiarsi.